# 브로더릭 크로퍼드
브로더릭 크로퍼드(Broderick Crawford, 1911년 12월 9일 ~ 1986년 4월 26일)는 미국의 배우이다.

## 출연 작품
- 헐리웃과 맞장뜨기: 호주 B무비의 세계 (2008)
- 라이어스 문 (1982)
- 할리퀸 (1980)
- 리틀 로맨스 (1979)
- 인간의 증명 (1977)
- 에드가 후버의 개인 파일 (1977)
- 악몽의 602편 (1976)
- 후보자 (1972)
- 헬스 블러디 데블스 (1970)
- 해변으로부터 (1965)
- 골리앗 앤 더 드래곤 (1960)
- 사기꾼들 (1955)
- 인간의 욕망 (1954)
- 나이트 피플 (1954)
- 귀여운 빌리 (1950)
- 밤에서 밤으로 (1949)
- 모두가 왕의 부하들 (1949)
- 멘 오브 텍사스 (1942)
- 신 타운 (1942)
- 브로드웨이 (1942)
- 검은 고양이 (1941)
- 달톤 4형제 (1940)
- 리얼 글로리 (1939)
- 보 게스티 (1939)